# Рідзевський Андрій Сергійович
Андрі́й Сергі́йович Рідзе́вський (1999—2024) — молодший лейтенант Збройних сил України, учасник російсько-української війни.

## Життєпис
Народився 02 грудня 1999 року в с. Бармашове на Миколаївщині. Після закінчення школи переїхав до Ірпеня. У 2018 році закінчив Ірпінський фаховий коледж економіки та права за спеціальністю Фінанси і кредит. Продовжив навчання (заочно) за спеціальністю Менеджмент в Університеті державної фіскальної служби України.
Уперше став до лав Національної гвардії України в 2019 році. На початку повномасштабного вторгнення зустрів ворога в Рубіжному.
Брав участь у боях за Сєверодонецьк, Часів Яр, Кремінну, Бахмут.
Загинув 01 березня 2024 року на Краматорському напрямку під час ворожого артилерійського обстрілу від множинних осколкових поранень.
Похований на Алеї Слави в місті-герої Ірпені.